# Andreas Räß

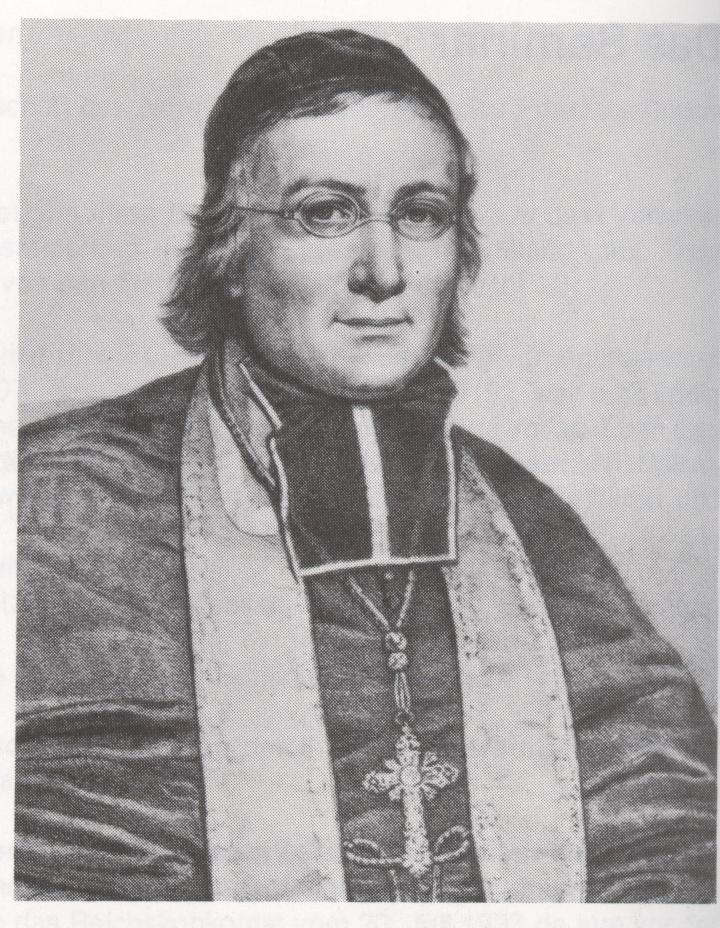
Bischof Andreas Räß von Straßburg, Lithografie um 1850

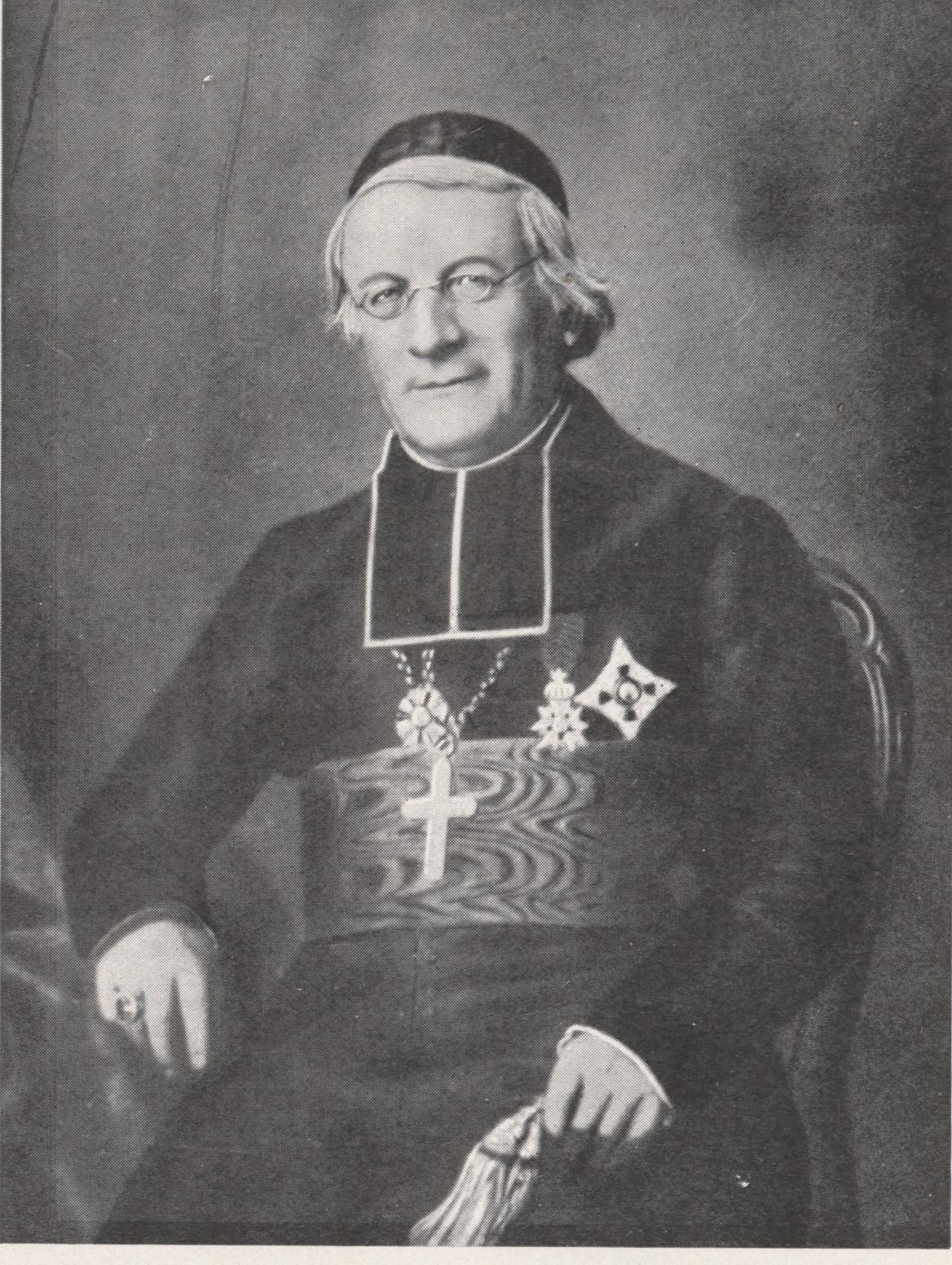
Bischof Andreas Räß mit dem päpstlichen Piusorden und dem Kreuz der französischen Ehrenlegion, Gemälde um 1860

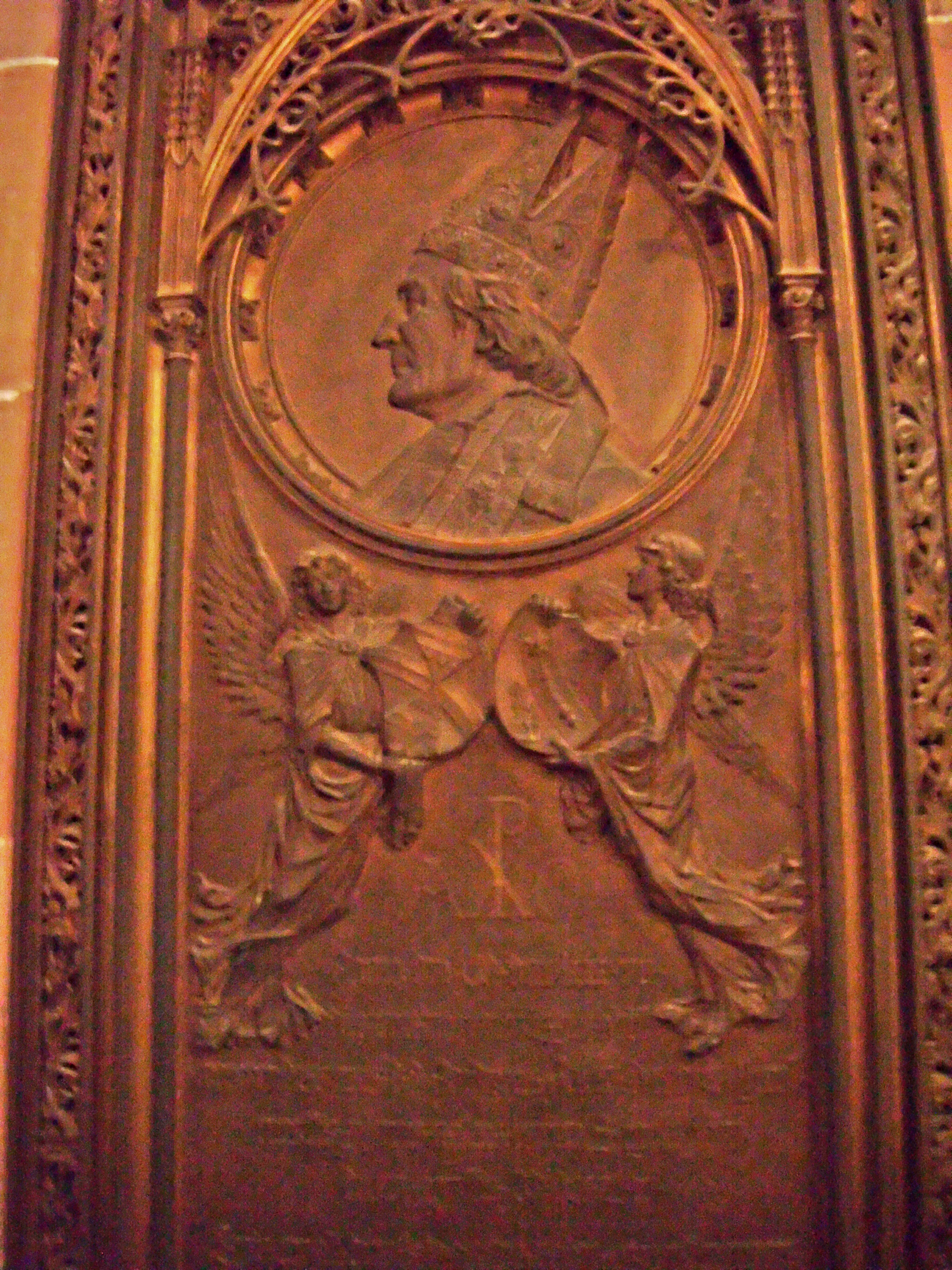
Epitaph im Straßburger Münster

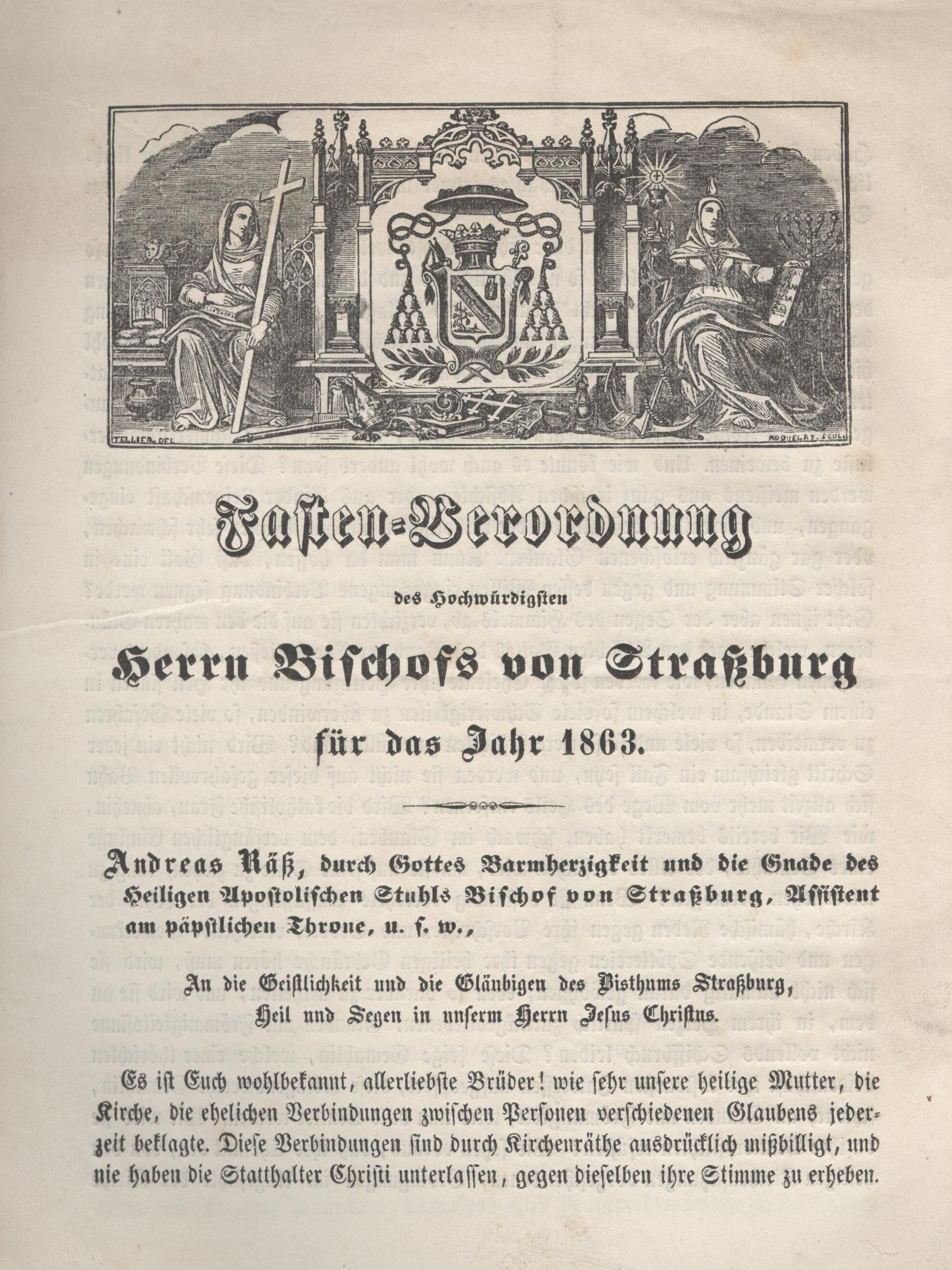
Fasten-Hirtenbrief 1863 von Bischof Andreas Räß mit seinem Bischofswappen.

Andreas Räß (französisch André Raess; * 6. April 1794 in Sigolsheim, Département Haut-Rhin; † 17. November 1887 in Straßburg) war Bischof von Straßburg und von 1874 bis 1877 Mitglied des Reichstags.

## Leben
Nach dem Besuch höherer Schulen in Schlettstadt und Nancy studierte Räss Philosophie und Theologie am Priesterseminar des Bistums Mainz unter anderem bei Bruno Franz Leopold Liebermann. Nach der Priesterweihe 1816 wurde er zum Lehrer am Knabenseminar in Mainz ernannt, dessen Leiter er ab 1825 wurde, sowie Professor für Dogmatik am Mainzer Priesterseminar, von 1824 bis 1829 war er der Seminarregens (Leiter) als Nachfolger Liebermanns. Auf dessen Bitte ging er 1829 in der gleichen Funktion nach Straßburg, wurde dort 1836 Domkapitular, am 14. Dezember 1840 wurde er, mit gleichzeitiger Ernennung zum Titularbischof von Rhodiapolis zum Koadjutor des Bischofs von Straßburg bestimmt und am 14. Februar 1841 spendete ihm Jacques-Marie-Adrien-Césaire Mathieu die Bischofsweihe. Nach dem Tod des Straßburger Oberhirten Johann Franz Lepape von Trevern trat er am 27. August 1842 dessen Nachfolge an.
Zusammen mit dem späteren Bischof von Speyer, Nikolaus von Weis, gründete er 1821 die Monatsschrift Der Katholik, in der sie gemeinsam mit Joseph Ludwig Colmar im Mainzer Kreis gegen die Aufklärung, das Staatskirchentum, den Protestantismus auftraten, aber auch gegen katholische Strömungen wie den Hermesianismus. Sie lehnten deshalb auch die theologischen Fakultäten an staatlichen Universitäten ab und forderten stattdessen eine geschlossene Seminarerziehung in Deutschland. Sie waren Wegbereiter des sogenannten ultramontanen Katholizismus.
Auch als Bischof von Straßburg setzte er sich für eine Verbesserung der Priesterausbildung ein und unterstützte Frömmigkeitsformen, wie Wallfahrten und Andachten. Als Teilnehmer des Ersten Vatikanischen Konzils gehörte er zu den entschiedenen Befürwortern des Dogmas der Unfehlbarkeit.
Seine Popularität erlitt aber Schaden, als er 1874 die Bedingungen des Friedensvertrags von Frankfurt mit der Annexion von Elsass und Lothringen in einer Rede im deutschen Reichstag anerkannte. Von 1874 bis 1877 war Räß Mitglied des Reichstags. Er vertrat als Abgeordneter den Wahlkreis Elsaß-Lothringen 6 (Schlettstadt). Im Reichstag schloss er sich als unabhängiger Klerikaler keiner Fraktion an.